# Fullon
Fullon (även full on och full-on) är en musikgenre inom trance som har utvecklats från goatrance, den dominerande psykedeliska trancemusiken under 1990-talet.
Musikstilen skapas helt på elektronisk väg med hjälp av datorer och synthesizers och är i första hand instrumental även om kortare sångpartier kan förekomma. Musiken går i både dur och moll och byggs upp i form av stycken precis som klassisk musik. Vanligaste instrumenten som använts i genren är roland TB303 och Access Virus TI. Ett "normalt" spår är cirka 7 minuter långt och tempot varierar från 142 till 150 bpm, men majoriteten av spåren är runt 145 bpm.
Musikstilen bygger först och främst på hur basgångarna är uppbyggda. Bastrumman går i vanlig fyra fjärdedelstakt och mellan varje bastrumslag läggs tre bastoner, som oftast går i samma ton och hoppar mellan två oktaver.
Exempel:
Kick---X---X---X---
Basgång a3a3a4 a3a4a3 a3a3a4 a3a4g4
Standarden för hur stilen kom att låta sattes av pionjärer som Astrix, Sesto Sento, Vibe Tribe, Electro Sun, Anada Shake och InterSys, och är i dag den dominerande genren inom psykedelisk trance. 